# Kawalettu
Kawalettu là một thị trấn thuộc taluk Ranibennur, huyện Haveri, bang Karnataka, Ấn Độ.